# Ли Вининг (Калифорнија)
Ли Вининг (енгл. Lee Vining) насељено је место без административног статуса у америчкој савезној држави Калифорнија.

## Демографија
По попису из 2010. године број становника је 222.
| Група             | 2000.    | 2010.       |
| Белци             | 0 (0,0%) | 107 (48,2%) |
| Афроамериканци    | 0 (0,0%) | 0 (0,0%)    |
| Азијати           | 0 (0,0%) | 0 (0,0%)    |
| Хиспаноамериканци | 0 (0,0%) | 96 (43,2%)  |
| Укупно            | 0        | 222         |